# Cassida viridis
Casside de la menthe
Espèce
Cassida viridis, la Casside verte ou Casside de la menthe, est une espèce d'insectes coléoptères de la famille des Chrysomelidae.

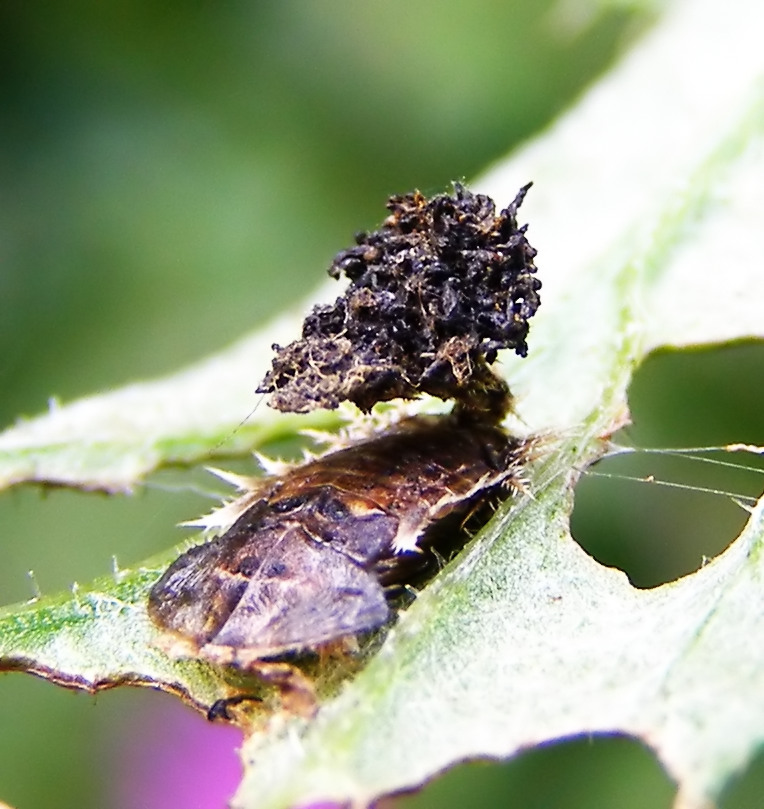
Larve avec son bouclier fécal.

## Description
Cet insecte atteint 8,5 à 10 mm de long. Le corps est inhabituellement plat et de forme ovale. Les pattes et les antennes plutôt courtes et filiformes sont brunes. Le thorax (son pronotum ou corselet) et les élytres sont uniformément verts, ce qui rend cette casside très mimétique lorsqu'elle est appliquée sur une feuille. Le dessous du corps est noir et débordé à sa périphérie par les prolongements verts à la fois du pronotum et des élytres. Le prothorax recouvre la tête, seules les antennes dépassent.

## Distribution
Eurasiatique : Asie (Chine exclue), Proche-Orient ; Europe, dans l'écozone paléarctique ; Afrique du Nord.

## Habitat
Cet insecte vit habituellement dans les végétations basses des zones ouvertes, telles que les prairies ou les rives.

## Biologie
Les adultes, visibles d'avril à octobre (selon les régions), se tiennent habituellement camouflés sur leurs plantes nourricières (diverses espèces d'astéracées et surtout de lamiacées, notamment les menthes).
Les larves, très épineuses, se protègent d'une partie de leurs ennemis et parasites en se recouvrant de leurs fèces qu'elles tiennent au-dessus de leur corps, jusqu'à la fin de la pupaison, en les fixant sur des épines recourbées (structure présente sur leur dernier segment abdominal, appelée fourche fécale),. Il semble que ce bouclier fécal (en) ne soit pas utilisé en tant que camouflage, mais ait plutôt une fonction aposématique (dissuasion contre les prédateurs de cet insecte).